# Philète
Philète est un prédicateur hérétique de la communauté chrétienne d’Éphèse ou Troas du Ier siècle, mentionné par Paul dans sa deuxième épître à Timothée.

## Adversaire de Paul de Tarse
Paul mentionne Philète dans sa deuxième épître à Timothée lorsqu’il le met en garde contre les faux enseignants. Paul exhorte ainsi Timothée à dispenser la parole de vérité au contraire d’Hyménée et de Philète : 

« Toi-même, efforce-toi de te présenter devant Dieu comme quelqu’un qui a fait ses preuves, un ouvrier qui n’a pas à rougir de ce qu’il a fait et qui trace tout droit le chemin de la parole de vérité. Quant aux bavardages impies, évite-les ; leurs auteurs progressent sans cesse en impiété et leur parole se propage comme la gangrène. Tels sont Hyménée et Philète, qui se sont écartés de la vérité en prétendant que la résurrection est déjà arrivée, et ils bouleversent la foi de quelques-uns. Cependant le fondement solide posé par Dieu tient bon ; il est marqué du sceau de ces paroles : Le Seigneur connaît les siens, et aussi : Qu’il se détourne de l’iniquité, celui qui prononce le nom du Seigneur. »

— 2Tim 2:15-19
.

## Prédicateur hérétique
Dans ses écrits, Paul ne révèle pas la teneur des enseignements d’Hyménée et de Philète, c’est pourquoi il est difficile de déterminer exactement la nature de leurs prédications. Il pourrait toutefois s’agir d’un gnosticisme primitif, telle que l’hérésie colossienne, dépouillant la résurrection de Jésus de sa réalité et y substituant une quelconque interprétation purement allégorique.
Pour Paul, une telle interprétation purement mystique de la personne de Jésus, en s’opposant à sa conception christologique, représentait un réel danger pour la foi en la véritable humanité du Fils de Dieu. C’est pourquoi, il invite Timothée à lutter contre les prédications de Philète, qui se propagent « comme la gangrène », auprès des chrétiens.